# Chuck Adams
Chuck Adams (ur. 23 kwietnia 1971 w Pacific Palisades) – amerykański tenisista.
Związany jest z amerykańską tenisistką, Ashley Harkleroad, która niegdyś była jego podopieczną. Para ma dwoje dzieci.

## Kariera tenisowa
W zawodowej karierze, która trwała od 1990 do 1997 roku, wygrał 1 turniej rangi ATP World Tour.
Najwyższe miejsce w rankingu ATP osiągnął 6 lutego 1995 roku, kiedy to zajmował 34. miejsce, natomiast najwyższe miejsce w rankingu deblistów osiągnął 15 lipca 1991 roku, kiedy to był na 313. miejscu. W całej karierze Adams zarobił 818 519 $.

### Finały w turniejach ATP World Tour
| Legenda                            |
| Wielki Szlem                       |
| ATP World Tour World Championships |
| ATP Super 9                        |
| Igrzyska olimpijskie               |
| ATP Championships Series           |
| ATP World Series                   |

#### Gra pojedyncza (1–3)
| Końcowy wynik | Nr | Data              | Turniej     | Nawierzchnia    | Przeciwnik       | Wynik finału |
| ------------- | -- | ----------------- | ----------- | --------------- | ---------------- | ------------ |
| Zwycięzca     | 1. | 25 kwietnia 1993  | Seul        | Twarda          | Todd Woodbridge  | 6:4, 6:4     |
| Finalista     | 1. | 28 sierpnia 1994  | Schenectady | Twarda          | Jacco Eltingh    | 3:6, 4:6     |
| Finalista     | 2. | 13 listopada 1994 | Moskwa      | Dywanowa (hala) | Aleksandr Wołkow | 2:6, 4:6     |
| Finalista     | 3. | 15 stycznia 1995  | Auckland    | Twarda          | Thomas Enqvist   | 2:6, 1:6     |